# LGA 771
Az LGA 771 (vagy Socket J) egy processzorfoglalat, melyet az Intel készített a Xeon szerverprocesszorai alá.
Legtöbbször kétprocesszoros, kisebb teljesítményű rendszerekben használják, a legtöbb két- és négymagos Xeon és némely Core 2 Extreme készül ezzel a tokozással.
A Socket J elnevezést az időközben leállított fejlesztésű Jayhawk kódnevű processzorról kapta, ezzel a CPU-val együtt mutatták volna be.
Az LGA 771 egy 771 érintkezős ZIF LGA foglalat, mely fogadja a 667, 1066 és 1333 MT/s FSB sebességű, 65 nm-es kétmagos Dempsey és Woodcrest, a négymagos Clovertown, illetve a 45 nm-es kétmagos Wolfdale és négymagos Harpertown kódjelű Xeon processzorokat.